# أندريا يوناسون
أندريا يوناسون (بالألمانية: Andrea Jonasson)‏ (و. 1942  م) هي ممثلة مسرحية، وممثلة أفلام ألمانية، ولدت في فرايبورغ.

## جوائز
حصلت على جوائز منها:

جائزة نستروي ‏

## وصلات خارجية
- أندريا يوناسون على موقع IMDb (الإنجليزية)
- أندريا يوناسون على موقع ألو سيني (الفرنسية)
- أندريا يوناسون على موقع أول موفي (الإنجليزية)
- أندريا يوناسون على موقع قاعدة بيانات الأفلام السويدية (السويدية)
- أندريا يوناسون على موقع قاعدة بيانات الفيلم (الإنجليزية)
- أندريا يوناسون على موقع كينوبويسك (الروسية)